# الوارو اگوادو
الوارو اگوادو (انگلیسی: Álvaro Aguado؛ زادهٔ ۱ مهٔ ۱۹۹۶) بازیکن فوتبال اهل اسپانیا است.